# Mariä Geburt (Lohndorf)

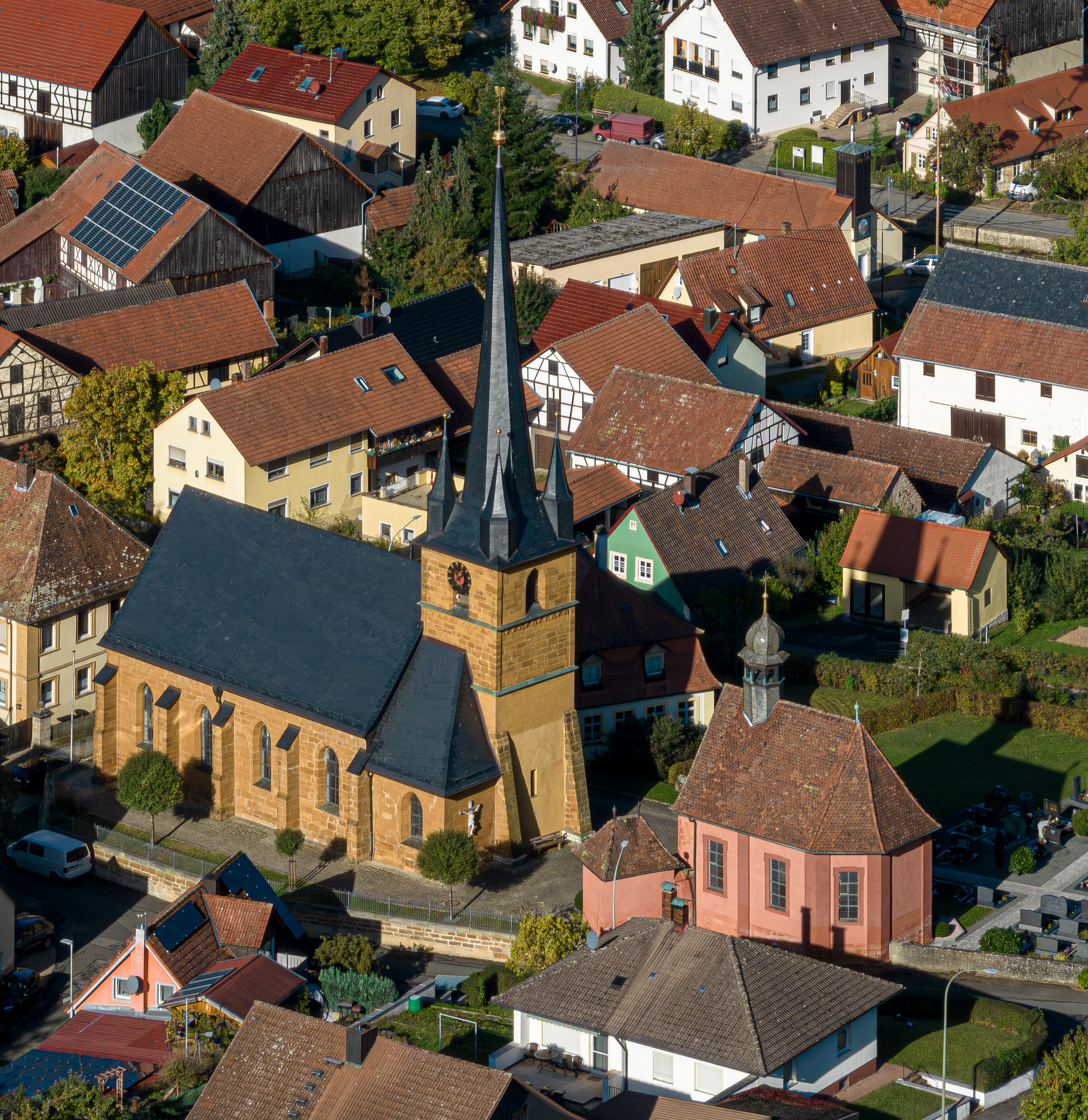
Mariä Geburt in Lohndorf

Die römisch-katholische, denkmalgeschützte Pfarrkirche Mariä Geburt steht in Lohndorf, einem Gemeindeteil von Litzendorf im oberfränkischen Landkreis Bamberg (Bayern). Um 1490 begann der Bau einer Kirche. Die Pfarrei Lohndorf mit den Filialorten Tiefenellern und Herzogenreuth richtete der Bamberger Bischof Veit I. Truchseß von Pommersfelden am 7. April 1502 ein. Die Pfarrei gehört zum Erzbistum Bamberg.

## Beschreibung
Die unteren Geschosse des Chorturms, die mit Stützen versehen sind, stammen aus dem 15. Jahrhundert. 1589 wurde er um zwei Geschosse aus Quadermauerwerk aufgestockt und mit einem achtseitigen, schiefergedeckten, spitzen Helm bedeckt, der vom Ecktürmchen flankiert wird. Das oberste Geschoss beherbergt die Turmuhr und den Glockenstuhl. Das mit Strebepfeilern gestützte und mit einem Satteldach bedeckte Langhaus wurde 1660 umgebaut. Der Innenraum des Chors, d. h. das Erdgeschoss des Chorturms, und des Langhauses sind mit Kreuzgewölben überspannt. In den Jahren 1865/66 wurde das Langhaus nach Westen erweitert und die heutige Fassade angefügt. Die Kirchenausstattung ist bis auf den mit Reliefs verzierten Hochaltar, der nach 1514 gebaut wurde, neugotisch. Die 1887 von Johann Wolf gebaute Orgel hat zehn Register, ein Manual und ein Pedal.